# Midjebälte

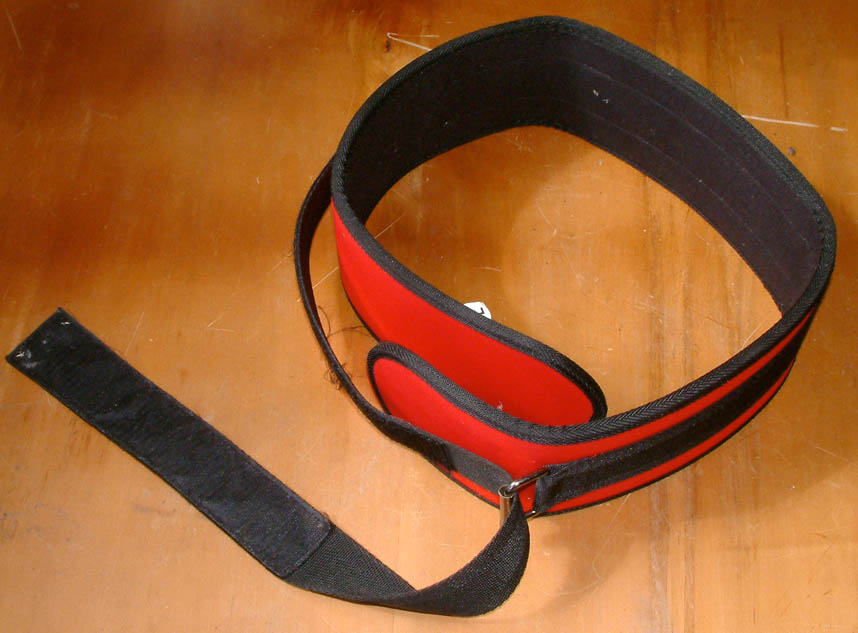
Ett midjebälte som mer är i närheten av träningsbälte än styrkebälte.

Midjebälte, eller styrkebälte, träningsbälte, kraftbälte, är en form av utrustning som används vid både styrketräning och styrkelyft. Det som skiljer dessa benämningar åt är att ett styrkebälte är gjort av ett mycket kraftigt material och är således mycket styvare. Ett träningsbälte brukar dessutom vara ganska smala.
Funktionen hos dessa bälten är att ge stöd åt ryggen då tunga lyft skall genomföras, eller helt enkelt ge ett stöd då man styrketränar. Genom att använda magen och på det viset stödja korsryggen kan skador i ryggen undvikas. Dessa typer av bälten brukar ofta användas i vardagliga yrkesutövande då tunga lyft ingår i arbetsuppgiften.

## Styrketräning
I ett antal övningar är det lämpligt att använda ett styrkebälte och några exempel är:
- Marklyft
- Knäböj
- Benpress